# SBS歌謠大戰
《SBS歌謠大戰》（：／ SBS Gayo Dajeon）是韩国SBS自1992年起每年年末舉辦的K-Pop表演節目，有豪华的韩国明星阵容和高品质的歌舞表演作品而广受好评。自2014年起與SBS演技大獎及SBS演藝大獎並列為「SBS Awards Festival （SAF）」系列節目。節目創立初期為韓國音樂頒獎典禮之一，自2007年起取消頒獎環節（除2014年外），改為每年邀請該年度表現活躍的歌手表演。

## 歷史沿革
節目以音樂頒獎典禮形式於1992年首播，原名為《SBS明星獎》，直至1996年更名為《SBS歌謠大戰》。節目自2007年起取消頒獎環節，改為匯演形式，僅於2014年與《SBS演技大獎》及《SBS演藝大獎》共同作為「SBS Awards Festival」（SAF）的一部分後附設頒獎環節。

## 歷屆情況

### 2000年代
| 屆數 | 舉行日期       | 舉行地點               | 主持                                 | 參考資料 |
| ---- | -------------- | ---------------------- | ------------------------------------ | -------- |
| 09   | 2000年12月29日 | 首爾奧林匹克體操競技場 | 徐世源、蔡琳                         | [ 2 ]    |
| 10   | 2001年12月29日 | 首爾SK奧林匹克手球館   | 徐世源、金廷恩                       |          |
| 11   | 2002年12月29日 | 首爾SK奧林匹克手球館   | 李文世、鄭智英                       | [ 3 ]    |
| 12   | 2003年12月29日 | 首爾SK奧林匹克手球館   | 李文世、金廷恩                       |          |
| 13   | 2004年12月29日 | 首爾三成洞COEX         | 李文世、成宥利                       | [ 4 ]    |
| 14   | 2005年12月29日 | 首爾KBS 88體育館       | 李文世、李寶英                       | [ 5 ]    |
| 15   | 2006年12月29日 | 京畿道一山KINTEX       | 李文世、朴真熙                       | [ 6 ]    |
| 16   | 2007年12月29日 | 首爾獎忠體育館         | 李輝宰、李孝利                       | [ 7 ]    |
| 17   | 2008年12月29日 | 京畿道一山KINTEX       | 李天熙、朴藝珍、大聲（BIGBANG）      | [ 8 ]    |
| 18   | 2009年12月29日 | 京畿道一山KINTEX       | 希澈（Super Junior）、朴信惠、鄭容和 | [ 9 ]    |

### 2010年代
| 屆數 | 舉行日期       | 舉行地點                                   | 主題                                   | 主持                                                        | 參考資料      |
| ---- | -------------- | ------------------------------------------ | -------------------------------------- | ----------------------------------------------------------- | ------------- |
| 19   | 2010年12月29日 | 京畿道一山KINTEX                           | Welcome To Music Factory               | 希澈（Super Junior）、黃正音、鄭容和（CNBLUE）、趙權（2AM） | [ 10 ]        |
| 20   | 2011年12月29日 | 京畿道一山KINTEX                           | The Korean Wave                        | 潤娥（少女時代）、李昇基、宋智孝                            | [ 11 ]        |
| 21   | 2012年12月29日 | 首爾高麗大學化汀體育館                     | The Color of K-POP                     | IU、秀智（miss A）、鄭糠雲                                  | [ 12 ]        |
| 22   | 2013年12月29日 | 京畿道一山KINTEX                           | Music Makes Miracle——音樂創造奇蹟 （Music Makes Miracle-음악은 기적을 만든다） | 成始璄、希澈（Super Junior）、Dara（2NE1）                  | [ 13 ] [ 14 ] |
| 23   | 2014年12月21日 | 首爾三成洞COEX、 首爾上岩洞SBS Prism Tower | SUPER5                                 | 宋智孝、Lucky Boys（Nichkhun、鄭容和、L、Baro、宋旻浩）     | [ 15 ]        |
| 24   | 2015年12月27日 | 首爾三成洞COEX                             | 用音樂共創快樂，Music Together （음악으로 함께 만드는 기쁨, Music Together）    | 申東燁、IU                                                  | [ 16 ] [ 17 ] |
| 25   | 2016年12月26日 | 首爾三成洞COEX                             | K-POP A to Z                           | 柳喜烈、俞利（少女時代）、伯賢（EXO）                       | [ 18 ] [ 19 ] |
| 26   | 2017年12月25日 | 首爾高尺天空巨蛋                           | Number One                             | 柳喜烈、IU                                                  | [ 20 ]        |
| 27   | 2018年12月25日 | 首爾高尺天空巨蛋                           | THE WAVE                               | 全炫茂、趙寶兒                                              | [ 21 ]        |
| 28   | 2019年12月25日 | 首爾高尺天空巨蛋                           | Touch                                  | 全炫茂、雪炫（AOA）                                         | [ 22 ]        |

### 2020年代
| 屆數 | 舉行日期       | 舉行地點               | 主題                 | 主持                                                      | 參考資料 |
| ---- | -------------- | ---------------------- | -------------------- | --------------------------------------------------------- | -------- |
| 29   | 2020年12月25日 | 大邱陸上振興中心       | THE WONDER YEAR      | Boom、希澈（Super Junior）、娜恩（APRIL）                 | [ 23 ]   |
| 30   | 2021年12月25日 | 仁川南洞體育館         | WELCOME GAYO         | Boom、Key（SHINee）、有娜（ITZY）                         | [ 24 ]   |
| 31   | 2022年12月24日 | 首爾高尺天空巨蛋       | SHOUT OUT            | Key（SHINee）、車銀優（ASTRO）、安兪真（IVE）             |          |
| 32   | 2023年12月25日 | 仁川永宗島迎仕柏綜藝館 | SWITCH ON            | Key（SHINee）、安兪真（IVE）、然竣（TOMORROW X TOGETHER） |          |
| 33   | 2024年7月21日  | 仁川永宗島迎仕柏綜藝館 | New Generation K-POP | 道英（NCT）、安兪真（IVE）、然竣（TOMORROW X TOGETHER）   |          |
| 34   | 2024年12月25日 | 仁川永宗島迎仕柏綜藝館 |                      | 道英（NCT）、安兪真（IVE）、然竣（TOMORROW X TOGETHER）   |          |

## 節目爭議
- 在《2018 SBS歌謠大戰》中，其中一項表演為四名女子組合成員——Apink成員普美、MAMAMOO成員玟星、GFRIEND成員Eunha及TWICE成員多賢合作翻唱組合BIGBANG的歌曲《FLOWER ROAD》，然而引起選曲不恰當的批評[25]。原因是此曲為BIGBANG於2018年3月在成員大聲入伍當天發行的單曲，是一首送給粉絲V.I.P的歌曲。當時BIGBANG有四位成員都正服兵役，除了當時仍未服役的成員勝利(已退出）在自己的單人巡迴演唱會(The Great Seungri (tour) （页面存档备份，存于）)公開演唱之外，BIGBANG從未公開表演過此曲。因此SBS遭指責考慮不周，不應安排表演者演唱其他歌手的「Fan Song」。
- 2019年12月25日上午，女子組合Red Velvet成員Wendy出席個人表演彩排，原訂流程為登上了二層的隧道後，配合歌曲準備從階梯下來。但是綵排期間升降式階梯並沒有升上來，使Wendy從2.5米高舞台墜落重傷。此次事故導致Wendy右側骨盆和手腕骨折、右側顴骨出現裂傷、全身多處跌傷，需要數月才能恢復[26]。意外發生後，經紀公司SM娛樂宣佈Red Velvet全體成員將缺席當晚的《2019 SBS歌謠大戰》，節目中只會播出前一日預先錄製的表演片段。結果SBS方面以Red Velvet不參加為由，表示無法提供門票給粉絲們，拒絕讓四百名粉絲進場[27]。另外，當晚表演的多個組合包括防彈少年團、NCT 127、TWICE、GOT7、MONSTA X的成員都差點在舞台上滑倒，讓人質疑SBS有關單位沒有重視舞台安全問題[28]。

## 外部連結
- 《2010 SBS歌謠大戰》官方網站 （页面存档备份，存于）
- 《2011 SBS歌謠大戰》官方網站 （页面存档备份，存于）
- 《2012 SBS歌謠大戰》官方網站 （页面存档备份，存于）
- 《2013 SBS歌謠大戰》官方網站 （页面存档备份，存于）
- 《2014 SBS歌謠大戰》官方網站 （页面存档备份，存于）
- 《2015 SBS歌謠大戰》官方網站 （页面存档备份，存于）
- 《2016 SBS歌謠大戰》官方網站 （页面存档备份，存于）
- 《2017 SBS歌謠大戰》官方網站 （页面存档备份，存于）
- 《2018 SBS歌謠大戰》官方網站 （页面存档备份，存于）
- 《2019 SBS歌謠大戰》官方網站 （页面存档备份，存于）
- 《2020 SBS歌謠大戰》官方網站